# Макатська селищна адміністрація
Мака́тська селищна адміністрація (каз. Мақат кенттік әкімдігі, рос. Макатская поселковая админстрация) — адміністративна одиниця у складі Макатського району Атирауської області Казахстану. Адміністративний центр та єдиний населений пункт — селище Макат.
Населення — 13837 осіб (2021; 15444 у 2009, 13709 у 1999, 15324 у 1989).
Станом на 1989 рік існували Макатська селищна рада (смт Макат, Роз'їзд 377, Роз'їзд 402, Роз'їзд 472), Комсомольська селищна рада (смт Комсомольський, селища Бек-Біке, Роз'їзд 471) та Кошкарська селищна рада (смт Кошкар, село Сагіз). 1993 року утворені Макатська селищна адміністрація (селище Макат), Комсомольська селищна адміністрація (селище Комсомол) та Кошкарська селищна адміністрація (селище Кошкар). 2008 року селища Комсомол та Кошкар були перетворені в села, їхні селищні адміністрації — в Комсомольський сільський округ та Кошкарський сільський округ. 2009 року були ліквідовані села Бек-Біке, Комсомол та Кошкар. 2013 року зі складу селищної адміністрації було виділено новий Байгетобинський сільський округ площею 36,00 км².

## Склад
До складу адміністрації входять такі населені пункти:
| Населений пункт     | Колишні назви  | Населення, осіб (1989) | Населення, осіб (1999) | Населення, осіб (2009) | Населення, осіб (2021) |
| ------------------- | -------------- | ---------------------- | ---------------------- | ---------------------- | ---------------------- |
| Бек-Біке, село      | -              | 51                     | 0                      | 0                      | -                      |
| Комсомол, село      | Комсомольський | 565                    | 721                    | 750                    | -                      |
| Кошкар, село        | -              | 313                    | 395                    | 428                    | -                      |
| Макат, селище       | -              | 14010                  | 12593                  | 14266                  | 13837                  |
| Роз'їзд 377, селище | -              | 38                     | -                      | -                      | -                      |
| Роз'їзд 402, селище | -              | 122                    | -                      | -                      | -                      |
| Роз'їзд 471, селище | -              | 52                     | -                      | -                      | -                      |
| Роз'їзд 472, селище | -              | 152                    | -                      | -                      | -                      |
| Сагіз, село         | -              | 21                     | -                      | -                      | -                      |